# Une histoire d'amour suédoise
Pour plus de détails, voir Fiche technique et Distribution.
Une histoire d'amour suédoise (En Kärlekshistoria) est un film suédois réalisé par Roy Andersson, sorti en 1970.

## Synopsis
Le film raconte l'histoire d'amour d'Annika et Pär, deux adolescents de 13-14 ans. Qui tous deux vont commencer à connaître la vie d'adulte, avec de dures et fortes émotions.

## Fiche technique
- Titre : Une histoire d'amour suédoise
- Titre original : En Kärlekshistoria
- Titre anglais : A Swedish Love Story
- Réalisation et scénario : Roy Andersson
- Musique : Björn Isfält
- Photographie : Jörgen Persson
- Montage : Kalle Boman
- Pays de production : Suède
- Société de production: Europa Film
- Format : Couleurs - Stéréo - 35 mm - 1,78 : 1
- Genre : Comédie dramatique
- Durée : 118 minutes
- Dates de sortie :
  - Suède : 24 avril 1970
  - Allemagne : juin 1970 (Berlinale 1970)
  - France : 4 juin 2008

## Distribution
- Ann-Sofie Kylin (en) : Annika
- Rolf Sohlman (en) : Pär
- Anita Lindblom : Eva, la tante d'Annika
- Bertil Norström : John Hellberg, le père d'Annika
- Lennart Tellfeldt : Lasse, le père de Pär
- Margreth Weivers : Elsa, la mère d'Annika
- Arne Andersson : Arne
- Maud Backéus : Gunhild, la mère de Pär
- Verner Edberg : Oncle Verner
- Björn Andrésen : un copain de Pär

## Distinctions

### Récompense
- Prix Guldbagge 1970 : meilleur film

### Sélection
- Berlinale 1970 : sélection en compétition officielle